# Castelnau-de-Médoc
Castelnau-de-Médoc é uma comuna francesa na região administrativa da Nova Aquitânia, no departamento da Gironda. Estende-se por uma área de 23,91 km². Em 2010 a comuna tinha 4 852 habitantes (densidade: 202,9 hab./km²).